# Cyklón Bhola
Cyklon Bhola byla devastující tropická cyklóna, která 12. listopadu 1970 zasáhla Východní Pákistán (Bangladéš) a indické Západní Bengálsko. Jde o nejsmrtonosnější tropickou cyklónu v zaznamenané historii. Více než půl milionu lidí ztratilo v bouři život; převážně v důsledku vzedmutí mořské hladiny, které zaplavilo většinu nízko položených oblastí v Deltě Gangy. Cyklón byl šestou bouří cyklónové sezóny v severním Indickém oceánu v roce 1970 a také nejsilnější dosahující kategorie 4 na Saffirově–Simpsonově stupnici hurikánů.
Cyklon se zformoval ve střední částí Bengálského zálivu 8. listopadu. Během svého přesunu na sever postupně zesiloval. Nejvyšší rychlosti větru 185 km/h dosáhl 11. listopadu následující den odpoledne dopadl na pobřeží Východního Pákistánu. Vzedmutí hladiny moře v důsledku poklesu tlaku zdevastovalo pobřežní ostrovy, vymazalo celé vesnice a zničilo úrodu v celém regionu. V nejpostiženějších oblastech zahynulo až 45 % ze 167 000 obyvatel.
Pákistánská vláda vedená vojenskou juntou generála Jáhja Chána byla velice kritizována za nezvládnutí záchranných operací a humanitární pomoci během bouře, jak místními vůdci tak mezinárodními médii. Opoziční Bangladéšská lidová liga následně drtivě zvítězila ve volbách, následné napětí mezi Východním Pákistánem a centrální vládou v Islámábádu vedlo Bangladéšské válce za nezávislost, která vedla k nezávislosti Bangladéše.
| Pořadí            | Jméno/Rok      | Oblast    | Oběti   |
| ----------------- | -------------- | --------- | ------- |
| 1                 | Bhola 1970     | Bangladéš | 500 000 |
| 2                 | Indie 1737     | Indie     | 300 000 |
| 2                 | Haiphong 1881  | Vietnam   | 300 000 |
| 4                 | Nina 1975      | Čína      | 229 000 |
| 5                 | Bangladéš 1991 | Bangladéš | 138 866 |
| 6                 | Nargis 2008    | Barma     | 138 373 |
| Zdroje: NOAA, MDR |                |           |         |